# Faraday-Vorlesung und -Preis

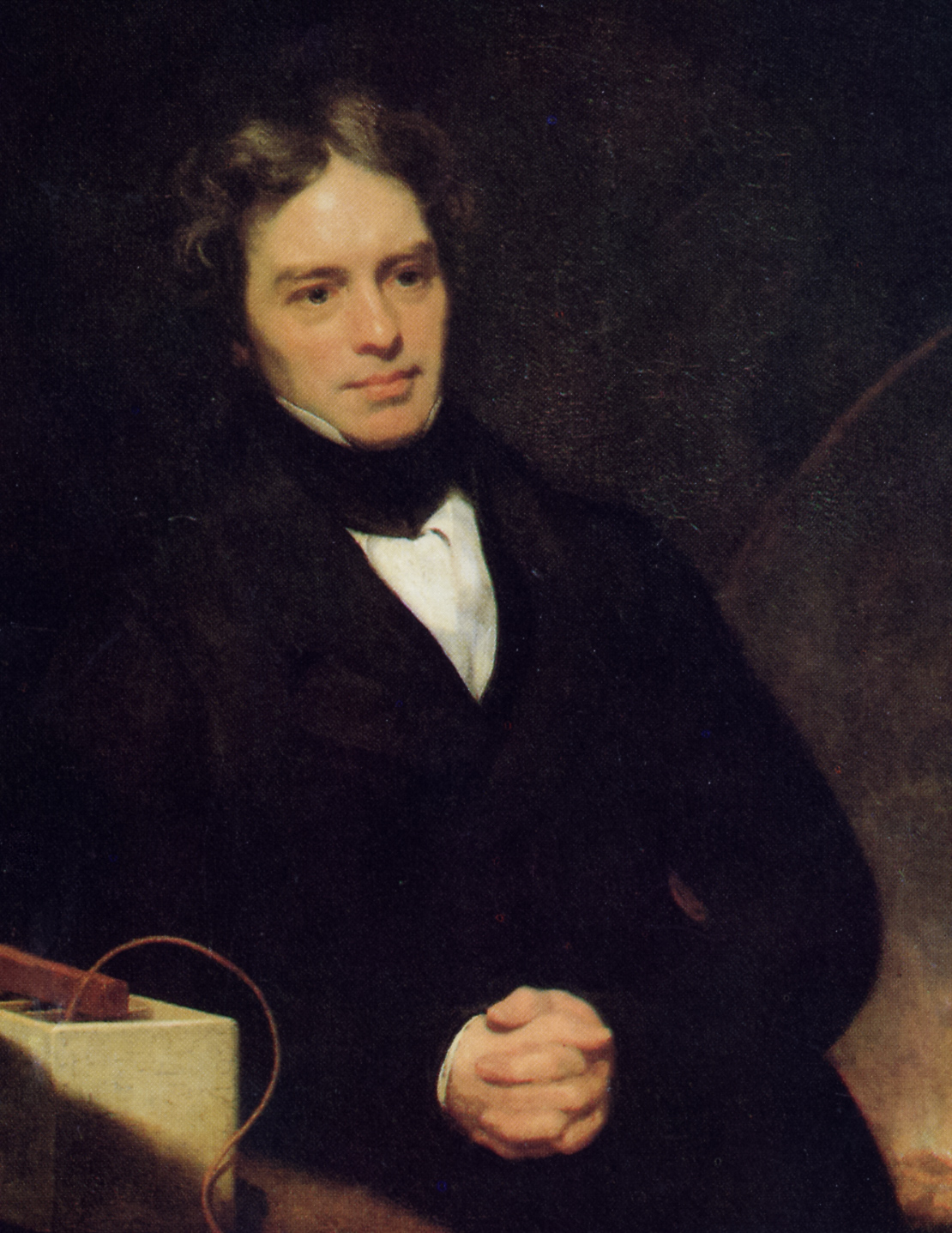
Michael Faraday (1791–1867), nach dem die Vorlesung benannt ist.

Die Faraday-Vorlesung und der damit verbundene Preis (Faraday Lectureship Prize), kurz auch nur Faradayvorlesung genannt, ist eine Ehrung, die zuletzt alle zwei Jahre von der britischen Gesellschaft Royal Society of Chemistry für „außerordentliche Beiträge zur Physikalischen oder Theoretischen Chemie“ verliehen wird.
Die Faradayvorlesungen sind nach Michael Faraday benannt. Die erste wurde 1869, zwei Jahre nach Faradays Tod, von Jean-Baptiste Dumas gehalten. Der Preis ist mit £ 5000 dotiert; der Empfänger erhält auch eine Medaille und eine Urkunde. Der Preisträger gibt außerdem eine öffentliche Vorlesung, in der er über seine Arbeit berichtet.

## Preisträger
- 1869 – Jean-Baptiste Dumas
- 1872 – Stanislao Cannizzaro
- 1875 – August Wilhelm von Hofmann
- 1879 – Charles Adolphe Wurtz
- 1881 – Hermann von Helmholtz
- 1889 – Dmitri Mendeleev
- 1895 – John William Strutt, 3. Baron Rayleigh
- 1904 – Wilhelm Ostwald
- 1911 – Theodore William Richards
- 1907 – Emil Fischer
- 1914 – Svante Arrhenius
- 1924 – Robert Andrews Millikan
- 1927 – Richard Willstätter
- 1930 – Niels Bohr
- 1933 – Peter Debye
- 1936 – Lord Rutherford of Nelson
- 1939 – Irving Langmuir
- 1947 – Robert Robinson
- 1950 – George de Hevesy
- 1953 – Sir Cyril Hinshelwood
- 1956 – Otto Hahn
- 1958 – Leopold Ružička
- 1961 – Sir Christopher Ingold
- 1965 – Ronald George Wreyford Norrish
- 1968 – Charles Coulson
- 1970 – Gerhard Herzberg
- 1974 – Frederick Sydney Dainton
- 1977 – Manfred Eigen
- 1980 – Sir George Porter
- 1983 – John Shipley Rowlinson
- 1986 – Alan Carrington
- 1989 – John Meurig Thomas
- 1992 – Yuan T. Lee
- 1995 – William A. Klemperer
- 1998 – A. David Buckingham
- 2001 – Richard Zare
- 2004 – Alexander Pines
- 2007 – Gerhard Ertl
- 2010 – John Polanyi
- 2012 – Richard Saykally
- 2014 – Michel Che
- 2016 – Graham Fleming
- 2018 – Graham Hutchings
- 2020 – Richard Catlow
- 2021 – Laura Gagliardi
- 2022 – Michael Wasielewski
- 2023 – Enrique Iglesia
- 2024 – Jenny Nelson[3]